# Arle
Arle ist ein Ortsteil der Gemeinde Großheide im ostfriesischen Landkreis Aurich in Niedersachsen. Die früher selbständige Gemeinde wurde mit dem Gemeindereformgesetz vom 1. Juli 1972 zu Großheide eingemeindet.

## Geographie
Zu Arle, im Kern ein geschlossenes Haufendorf, gehören die Streusiedlungen Ostarle, Ostergaste, Dreesche, Komper, Neuis, Beemoor und Südarle. Diese Ortsteile sind untereinander in West-Ost-Richtung durch zwei Kreisstraßen und in Nord-Süd-Richtung durch eine Kreisstraße verbunden. Das Gemeindegebiet umfasst 1228 Hektar und beherbergt etwa 1100 Einwohner.

## Geschichte
Das am Rande der Geest gelegene Arle war bereits im 12. Jahrhundert eine dem erzbischöflichen Stuhl zu Bremen unterstellte Propstei, allerdings unter dem Namen Erle. Zum Unterschied des benachbarten Münsterschen Gebietes waren ihre Pröpste keine reichen Edelleute, sondern amtierende Geistliche. Die St. Bonifatius-Kirche wurde in dieser Zeit aus Tuffstein auf einer hohen Warft erbaut.
Ein Turm zu Arle wurde 1408 unter den Burgen genannt, die damals von den Hamburgern mit Unterstützung durch Keno tom Brok eingenommen wurden. Später gehörte die Burg Hebe, der Tochter Lütet Attenas, und deren Sohn Keno. Über dessen Tochter Sophie kam die Burg 1545 an das Geschlecht der Howerda, die alleiniger Besitzer von Arle wurden. 1613 erwarb Focko Beninga Dreesche wahrscheinlich durch Kauf. Der Besitz wechselte jedoch 1717 an die Freiherren von Wedel und 1786 an das Haus Innhausen und Knyphausen zu Lütetsburg. Der kleine Schild im Wappen ist jenes der Beninga zu Grimersum.

## Wappen
| Wappen der früheren Gemeinde Arle | Blasonierung: „In Blau ein goldener (gelber), rotbedachter Turm mit drei schwarzen Schallöffnungen, belegt mit einem roten Schildchen, darin ein silberner (weißer) Löwe. Die Turmspitze ist mit einem goldenen (gelben) Kreuz besetzt, sie wird von zwei goldenen (gelben) sechszackigen Sporenrädern begleitet.“ |
| Wappen der früheren Gemeinde Arle | Wappenbegründung: Das von Ulf-Dietrich Korn entworfene Wappen wurde am 10. Oktober 1963 vom Regierungspräsidenten in Aurich genehmigt. Es zeigt den alten romanischen Kirchturm von Arle, welcher bereits anfangs des 15. Jahrhunderts erstmals erwähnt wurde. Der kleine Schild zeigt das Wappen der Häuptlingsfamilie Beninga aus Grimersum; sie waren Besitzer einer Burg, die an der Stelle der Rüschlage bei Dreesche stand. Die Sporenräder sind das Zeichen der in Norden ansässigen Familie Idzinga, welche dort auch seit dem 15. Jahrhundert das Wappen zieren; sie symbolisieren die frühere Zugehörigkeit zum Landkreis Norden ebenso wie die Farben Blau und Gold. |

## Persönlichkeiten
In Arle geboren wurden:
- Johann Conrad Freese (1757–1819), preußischer Verwaltungsbeamter und ostfriesischer landeskundlicher Schriftsteller
- Albrecht Oepke (1881–1955), evangelischer Theologe
- Harm Bengen (* 1955), Cartoonist

Arle ist das Heimatdorf des Vaters des Spieleautors Uwe Rosenberg, der dem Ort mit dem 2-Personenspiel Arler Erde ein „Denkmal“ setzte.